# Pelenomus quadrituberculatus
Pelenomus quadrituberculatus är en skalbaggsart som först beskrevs av Fabricius 1787.  Pelenomus quadrituberculatus ingår i släktet Pelenomus, och familjen vivlar. Arten är reproducerande i Sverige.